# Nancy Dunkle
Nancy Lynn Dunkle (ur. 10 stycznia 1955 w Bainbridge) – amerykańska koszykarka, występująca na pozycjach silnej skrzydłowej lub środkowej, wicemistrzyni olimpijska, członkini kilku różnych galerii sław koszykówki, po zakończeniu kariery zawodniczej trenerka koszykarska.

## Osiągnięcia
Na podstawie, o ile nie zaznaczono inaczej.

### AIAW
- Uczestniczka rozgrywek:
  - AIAW Final Four (1975)
  - Sweet 16 turnieju AIAW (1974–1977)
- Zaliczona do I składu All-American (1975–1977)

### Indywidualne
- Uczestniczka meczu gwiazd WBL (1980)
- Wybrana do:
  - galerii sław:
    - Żeńskiej Koszykówki (2000)[5]
    - Koszykówki Południowej Kalifornii – Southern California Basketball Hall of Fame (2021)[6]

  - Sportu California State Titans – Titans Athletic Hall of Fame (2005)

### Reprezentacja
- Mistrzyni:
  - igrzysk panamerykańskich (1975)
  - turnieju pre-olimpijskiego w Hamilton, w Kanadzie (1976)[7]
- Wicemistrzyni:
  - olimpijska (1976)[8]
  - uniwersjady (1973)
- Uczestniczka mistrzostw świata (1975 – 8. miejsce)[9]